# Monastère de Gradac
Le monastère de Gradac (en serbe cyrillique Манастир Градац ; en serbe latin : Manastir Gradac) est un monastère orthodoxe serbe. Il est situé sur le territoire du village de Gradac, à proximité de la ville de Raška, en Serbie. Il dépend de l'éparchie de Žiča et figure sur la liste des monuments d'importance exceptionnelle de la république de Serbie (identifiant no SK 160).

## Histoire
Le monastère de Gradac a été fondé par Hélène d’Anjou (1237-1314), épouse du roi Uroš Ier, vers 1275. 
Après la mort de son mari, la reine est devenue moniale (peut-être au monastère de Saint-Nicolas de Scutari), alors ville serbe. En 1314, elle a été inhumée dans son monastère de Gradac, auprès de sa fille.
Le monastère de Gradac a été abandonné par les Serbes après la défaite de Kosovo Polje en 1389. Le plomb qui recouvrait le toit de l'église a été arraché par les Ottomans, livrant ainsi aux aléas climatiques l'édifice et les fresques qu'il abritait. Le monastère a été restauré.

## Architecture
L’ensemble est constitué de divers bâtiments monastiques : le réfectoire, les cellules, les communs, l’église. 

### L'église et les fresques
Par son architecture, l'église, dédiée à la Mère de Dieu (Théotokos), appartient à l’école de la Raška, mais elle témoigne aussi d’une nette influence du style gothique occidental.
L’édifice contient encore des fresques qui, malgré les dommages dus aux vicissitudes historiques et climatiques, sont partiellement conservées. L’une d’entre elles représente la Nativité : une sage femme lave le corps de l’Enfant Jésus. 